# Pauzeteken
Een pauzeteken (Engels: interval signal, in omroepjargon ook pingel genoemd) is een telkens herhaald kenmerkend geluid of muziekmotief dat wordt gebruikt als herkenningsmelodie van een radio- of televisiestation. Een pauzeteken wordt om verschillende redenen gebruikt:
- het station kan worden herkend onafhankelijk van de taal waarin wordt uitgezonden
- andere stations weten dat een frequentie in gebruik is
- de luisteraar kan voor het eigenlijke begin van een uitzending precies afstemmen op het station
- (voornamelijk in de begintijd van de radio) een programmagat kan worden opgevuld

Het pauzeteken is ontstaan in Europa in de jaren 20 en 30. Op het moment worden ze voornamelijk nog gebruikt door wereldomroepen.

## Nederlandse pauzetekens
- PHOHI: In Holland staat een huis
- Nationale Omroep (tijdens de oorlog): Ferme jongens, stoere knapen
- Hilversum 1 t/m 5 (vanaf 1974): Eerste acht tonen van het Wilhelmus (Hilversum 1 en 5: klarinet, 2: (carillon?), 3: elektronica, 4: spinet?), ingesproken door Henk Mouwe.

- Radio 1 t/m 5 (vanaf zondag 1 december 1985 t/m 3 oktober 1992): Eerste acht tonen van het Wilhelmus, ingesproken door Henk Mouwe.
- Radio Nederland Wereldomroep: Merck toch hoe sterck (beiaard van het raadhuis van Hilversum)
- Nederland 1 (televisie – tot jaren 1970?): Piet Heyn

## Wereldomroepen
- Radio Australia: Waltzing Matilda
- BBC World Service: Big Ben, V-teken of de tonen B-B-C; voor het hele uur: Lilliburlero
- Radio Canada Internationaal: Eerste noten van O Canada
- Deutsche Welle: thema uit Fidelio: es sucht die Bruder seine Bruder
- Radio Moskou (voormalige USSR): Moskouse nachten
- Voice of America: Yankee Doodle
- Stem van Rusland: Moessorgski's Poort van Kiev
- Radio Nieuw-Zeeland Internationaal: roep van de bellbird
- Trans World Radio: onder andere What a friend we have in Jesus

## Trivia
Tijdens de oorlog gebruikte de BBC grammofoonplaten waarop het geluid van Big Ben was opgenomen. Men wilde niet dat de Duitsers het onmiddellijk zouden merken als de beroemde toren door een bom was geraakt.